# Crain
Crain és un municipi francès, situat al departament del Yonne i a la regió de Borgonya - Franc Comtat. L'any 2007 tenia 369 habitants.

## Demografia

### Població
El 2007 la població de fet de Crain era de 369 persones. Hi havia 173 famílies, de les quals 59 eren unipersonals (26 homes vivint sols i 33 dones vivint soles), 59 parelles sense fills, 37 parelles amb fills i 18 famílies monoparentals amb fills.
La població ha evolucionat segons el següent gràfic:
Habitants censats

### Habitatges
El 2007 hi havia 266 habitatges, 176 eren l'habitatge principal de la família, 64 eren segones residències i 26 estaven desocupats. 261 eren cases i 6 eren apartaments. Dels 176 habitatges principals, 132 estaven ocupats pels seus propietaris, 39 estaven llogats i ocupats pels llogaters i 6 estaven cedits a títol gratuït; 17 tenien dues cambres, 38 en tenien tres, 53 en tenien quatre i 69 en tenien cinc o més. 118 habitatges disposaven pel capbaix d'una plaça de pàrquing. A 85 habitatges hi havia un automòbil i a 66 n'hi havia dos o més.

### Piràmide de població
La piràmide de població per edats i sexe el 2009 era:
| Homes | Edats   | Dones |
| ----- | ------- | ----- |
| 0     | 95 o +  | 0     |
| 4     | 90 a 94 | 4     |
| 4     | 85 a 89 | 16    |
| 4     | 80 a 84 | 4     |
| 16    | 75 a 79 | 4     |
| 16    | 70 a 74 | 24    |
| 4     | 65 a 69 | 16    |
| 16    | 60 a 64 | 8     |
| 8     | 55 a 59 | 20    |
| 8     | 50 a 54 | 8     |
| 16    | 45 a 49 | 4     |
| 16    | 40 a 44 | 24    |
| 8     | 35 a 39 | 4     |
| 4     | 30 a 34 | 8     |
| 8     | 25 a 29 | 8     |
| 4     | 20 a 24 | 8     |
| 8     | 15 a 19 | 8     |
| 16    | 10 a 14 | 16    |
| 8     | 5 a 9   | 0     |
| 8     | 0 a 4   | 0     |

## Economia
El 2007 la població en edat de treballar era de 223 persones, 154 eren actives i 69 eren inactives. De les 154 persones actives 134 estaven ocupades (73 homes i 61 dones) i 20 estaven aturades (11 homes i 9 dones). De les 69 persones inactives 40 estaven jubilades, 11 estaven estudiant i 18 estaven classificades com a «altres inactius».

### Ingressos
El 2009 a Crain hi havia 191 unitats fiscals que integraven 394 persones, la mediana anual d'ingressos fiscals per persona era de 17.185 €.

### Activitats econòmiques
Dels 19 establiments que hi havia el 2007, 1 era d'una empresa extractiva, 1 d'una empresa alimentària, 2 d'empreses de fabricació de material elèctric, 5 d'empreses de fabricació d'altres productes industrials, 2 d'empreses de construcció, 3 d'empreses de comerç i reparació d'automòbils, 1 d'una empresa de transport, 3 d'empreses d'hostatgeria i restauració i 1 d'una empresa de serveis.
Dels 4 establiments de servei als particulars que hi havia el 2009, 2 eren tallers de reparació d'automòbils i de material agrícola, 1 paleta i 1 electricista.
L'únic establiment comercial que hi havia el 2009 era una fleca.
L'any 2000 a Crain hi havia 3 explotacions agrícoles que ocupaven un total de 486 hectàrees.

## Poblacions més properes
El següent diagrama mostra les poblacions més properes.